# Mount Bergen
Mount Bergen ist ein markanter und 2110 m hoher Berggipfel im ostantarktischen Viktorialand. Er ragt 3 km westlich des Mount Gran an der Nordflanke des Mackay-Gletschers auf.
Die neuseeländische Nordgruppe der Commonwealth Trans-Antarctic Expedition (1955–1958) nahm 1957 eine geodätische Vermessung des Gipfels vor und benannte ihn nach der norwegischen Stadt Bergen, Geburtsort von Tryggve Gran, Teilnehmer der britischen Terra-Nova-Expedition (1910–1913).